# 부원고등학교
부원고등학교는 대한민국 경기도 이천시 장호원읍 장호원리에 있는 사립 고등학교이다.

## 학교 연혁
- 1968년 3월 27일 : 장호원 실업고등기술학교 설립
- 1978년 9월 6일 : (설립자) 대원제약(주) 백부현 회장 명의 변경
- 1979년 10월 17일 : 교사 신축공사 착공 (3,504m2) 15개 교실, 기타 부속실 4실
- 1980년 11월 27일 : 학교법인 부원학원 설립, 초대 이사장 백부현 회장 취임, 장호공업고등학교 설립, 전자과 학년당 2학급, 토목과 학년당 2학급, 총 360명, 15학급
- 1981년 3월 2일 : 초대 교장 임한배 선생 취임
- 1981년 3월 7일 : 개교, 입학식
- 1984년 2월 18일 : 제1회 졸업식
- 1997년 11월 24일 : 실습동 신축
- 2001년 10월 30일 : 미화 담장 완공, 그래픽 & CAD실 완공
- 2003년 1월 27일 : 본관 4층 및 네트워크실 완공
- 2004년 5월 20일 : 지역중심학교 및 7차교육과정 교사 준공
- 2005년 10월 15일 : 해금도서관 개관
- 2007년 9월 10일 : 학과개편 보통과 2학급, 정보전자과 3학급, 건설정보과 1학급 부원고등학교로 교명변경
- 2008년 11월 9일 : 과학실 현대화 사업완료
- 2009년 1월 10일 : 기숙사 및 음악실 준공
- 2011년 6월 13일 : 학과개편 보통과 3학급, 반도체전자과 2학급, 건설정보과 1학급
- 2014년 8월 25일 : 운동장 인조잔디구장 완공
- 2015년 4월 27일 : 급식실 준공
- 2016년 11월 9일 : 교육부 예술(음악)교과 중점학교 선정
- 2017년 9월 29일 : 일학습병행제 산학일체형 도제학교 선정
- 2019년 10월 11일 : 경기도교육청 혁신학교 지정(2020.3.1. ~ 2024.2.29.)
- 2020년 5월 26일 : 직업계고 재구조화(비중 확대) 지원사업 선정
- 2020년 12월 28일 : 경기도교육청 고교학점제 선도학교 지정(2021 ~ 2023)
- 2021년 3월 11일 : 취업선도 특성화고 지정
- 2021년 7월 5일 : 건설정보과를 3D디자인과로 학과 개편
- 2021년 7월 13일 : 누리관(실내 체육관) 개관
- 2022년 9월 1일 : 제6대 교장 박귀완 선생 취임
- 2023년 4월 14일 : AI 활용 맞춤형 교육 시범학교 선정
- 2023년 5월 4일 : 디지털 시민 역량 교육 실천학교 선정
- 2023년 6월 1일 : 제3대 백승열 이사장 취임
- 2023년 6월 26일 : 디지털 선도학교 지정
- 2024년 1월 9일 : 제41회 졸업 82명(총9,124명)
- 2024년 9월1일 : 제7대 교장 김갑수선생 취임

## 설치 학과
- 반도체전자과 (2학급)
- 보통과(2학급)
- 3D디자인과(1학급)

## 참고 자료
- 부원고등학교 - 한국교육학술정보원 학교알리미